# Épannes
Épannes é uma comuna francesa na região administrativa da Nova Aquitânia, no departamento de Deux-Sèvres. Estende-se por uma área de 8,01 km². Em 2010 a comuna tinha 888 habitantes (densidade: 110,9 hab./km²).